# Estadio de Son Moix
El Estadio de Son Moix, que por motivos de patrocinio también tuvo los nombres de Ono Estadi, Iberostar Estadi, Estadi Visit Mallorca y Estadi Mallorca Son Moix, es un estadio de fútbol situado en la ciudad de Palma de Mallorca, en el polígono industrial de Can Valero de Palma, adyacente al camino de los Reyes. 
Fue construido con motivo de la celebración de la Universiada 1999 en Palma. Es el estadio donde disputa los partidos el Real Club Deportivo Mallorca desde 1999, ya que el club llegó a un acuerdo con el Ayuntamiento de Palma de Mallorca para su explotación con fines deportivos por un período de cincuenta años.
A principios de 2020, el Real Club Deportivo Mallorca conjuntamente con el Ayuntamiento de Palma de Mallorca, llegaron a un acuerdo para remodelar y modernizar el estadio, con el objetivo de llegar a los 26 000 espectadores. El estadio gozará de numerosos cambios que le permitirán presumir de la valoración cuatro estrellas otorgada por la UEFA.

## Datos
El estadio está situado en el Camino de los Reyes s/n en el polígono industrial Can Valero de Palma, a unos 3 km del centro de la ciudad.
Tiene capacidad para 27 142 espectadores y tiene unas dimensiones de 105 x 68 m. El estadio dispone de 2000 focos de luces, zona de prensa de 150 metros cuadrados y capacidad para albergar unos 300 periodistas. La zona de aparcamientos dispone de 1500 m² para unidades móviles de televisión, 40 plazas para prensa y 2700 para público en general. En esta temporada se han construido unas gradas supletorias que están justo debajo de la tribuna cubierta, y también han agrandado el palco presidencial.

## Remodelación 2020
A principios de 2020, el club que gozaba de su explotación, el Real Club Deportivo Mallorca, conjuntamente con el Ayuntamiento de Palma de Mallorca, llegaron  a un acuerdo de ampliación y remodelación del estadio. El proyecto consta de dos fases. La primera fase, se inició en el verano de 2020, y finalizó en el verano de 2021, y consistió en eliminar las pistas de atletismo y acercar las gradas al terreno de juego. Se elevaron las gradas sur y norte al mismo nivel que las gradas principales. Las gradas principales fueron divididas en dos pisos, respecto al único piso que tenían. Esta fue la obra más sofisticada del estadio, después de que en el año 2015, se introdujera la denominada Grada Lluís Sitjar.
A finales de 2021 empezaron las obras para construir la cubierta total del estadio. La apariencia exterior cambió por completo, construyendo una estructura homogénea de metal con un sofisticado sistema de luces. En el interior se produjeron mejoras de gran calibre, nuevos vestuarios, nuevas zonas de prensa, aparcamiento subterráneo, nueva zona vip con capacidad para 1.500 personas, creación de una cocina de 600 m², nuevo museo y oficinas, calefacción para el pública general, y multitud de mejores más. Uno de los anillos interiores albergó la zona comercial. Una vez finalizada la remodelación el estadio tuvo una calificación cuatro estrellas avalada por la UEFA, siendo uno de los estadios más modernos e importantes de España. Los inversores americanos actuales dueños del club, han asegurado que presentarán el estadio a la candidatura para la final de la Copa del Rey 2025. El objetivo de estas obras trataba de alcanzar los 25 000 espectadores, dada la alta demanda de socios de la que gozaba el club en los últimos años.

## Partidos internacionales

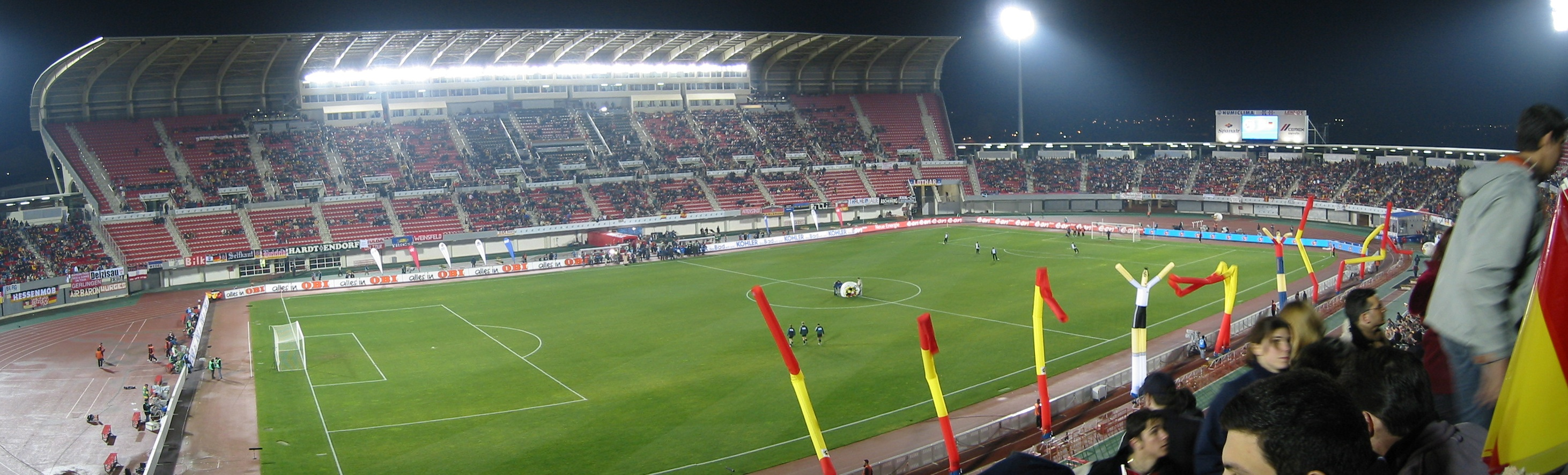
Panorámica del estadio durante la disputa de un partido entre España y Alemania

España ha disputado seis encuentros internacionales en este estadio. El más reciente fue un amistoso disputado el 8 de junio de 2024 ante Irlanda del Norte y que acabó con victoria de España por 5-1. Fue el último partido de preparación para la Eurocopa 2024 disputada en Alemania torneo que ganaría posteriormente el 14 de julio contra Inglaterra en el estadio Olímpico de Berlín.